# Masafumi Hara
Masafumi Hara, född 21 december 1943 i Japan, är en japansk tidigare fotbollsspelare.